# Nicolas Colbert
Nicolas Colbert, né le 25 janvier 1628 à Reims, et mort le 5 septembre 1676 à Auxerre fut évêque de Luçon (1661-71), puis d’Auxerre, abbé du Landais et de Saint-Sauveur de Vertus (1660), prieur de La Charité-sur-Loire (1664).
Il fait rétablir pour le droit de l'évêque d'Auxerre de siéger aux États de Bourgogne.

## Famille
Nicolas Colbert, fils de Nicolas Colbert de Vandières, est, avec Charles Colbert de Croissy et Édouard-François Colbert, l'un des frères de Jean-Baptiste Colbert ministre de Louis XIV.
Il est originaire de Reims, où il commence ses études qu'il termine à Paris avec une licence dont il sort premier, puis un doctorat.

## Épiscopat
Les écrits sur Nicolas Colbert sont unanimes sur sa très profonde piété, sa charité et sur son application scrupuleuse à suivre les canons bibliques,. Il sait aussi demander la même application de ses subordonnés sans, généralement, avoir à l'exiger formellement ; il a donc un charisme certain, qui a des répercussions favorables sur la bonne tenue des établissements religieux sous sa gouvernance.
Il est économe, évitant le faste et le luxe,, mais est des plus généreux envers les pauvres.
Son humilité est également remarquable. Entre autres manifestations, il se confesse publiquement chaque dimanche.

### Luçon
Ordonné évêque pour le diocèse de Luçon en 1661, Nicolas y est profondément investi dans sa mission épiscopale.
Avec l'appui de son frère Charles Colbert de Croissy nommé commissaire en Poitou pour l'application de l'Édit de Nantes, il combat vigoureusement les protestants. Tous les temples de son diocèse sont détruits.

### Translation à Auxerre
Mais le climat de Luçon lui est nocif. D'autre part son ministre de frère Jean-Baptiste Colbert est aussi seigneur de Seignelay dans le diocèse d'Auxerre, et a eu l'occasion d'y faire effectuer des missions ; il a donc connaissance du troisième fait : Auxerre n'a plus d'évêque depuis la mort de Pierre de Broc le 7 juillet 1671. Le chapitre a dû prendre en charge le gouvernement temporel et spirituel de l'évêché après avoir mis un scellé sur le palais épiscopal et le château de Regennes ; le temporel est géré par trois économes, le chapitre gouverne le spirituel, et tous attendent impatiemment un nouvel évêque.
Colbert ministre demande en conséquence à Louis XIV de nommer son frère Nicolas à l'évêché d'Auxerre. Cependant Nicolas applique scrupuleusement les canons (qui stipulent qu'un évêque, dans la mesure du possible, ne soit pas translaté vers une autre charge afin de se donner le plus complètement possible à celle qu'il occupe). Et malgré sa santé déficiente il se résout mal à quitter Luçon. Le père de Sainte Marthe, général de l'oratoire, plaide la cause d'Auxerre : le grand besoin dans lequel se trouve cet évêché, l'assurance que le roi lui trouvera un remplaçant à Luçon qui soit digne de la charge. Finalement Nicolas se résout. Il se retire à Reims où il prie, lit, écrit, visite les lieux de culte, officie aux grandes fêtes à la demande du chapitre jusqu'à la fin de l'année 1671 et exécute plusieurs fonctions épiscopales à la demande des vicaires généraux de l'archevêque-cardinal de Reims Antoine Barberin ; notamment il inspire nombre de jeunes ecclésiastiques.
Les bulles de translation arrivent enfin. Il se rend à Auxerre, où il est attendu avec beaucoup d'espoir - sa nomination a été saluée avec éloge par Sainte-Beuve, ce qui a redoublé l'ardeur de l'attente des auxerrois.

### Auxerre
Il prend la charge du diocèse d'Auxerre de 1671 à sa mort, changeant une seule chose de ses habitudes économes : de vaisselle d'étain il passe à la vaisselle d'argent, parce qu'Auxerre est sur un axe de grand passage et que des personnalités sont amenées à s'y arrêter.
Sa « première entrée » dans la ville est accueillie par une réception particulièrement chaleureuse ; mais il refuse de se faire porter de Saint-Germain à Saint-Étienne selon la coutume par les quatre barons attitrés,.
Son premier acte notable est de fonder un séminaire, car il n'y en a pas à Auxerre malgré les directives papales (en référence au concile de Trente convoqué par Paul II en 1542). Il installe provisoirement le séminaire dans le bas du palais épiscopal, où il fait construire de petites chambres. Le 5 mai il fait savoir par mandement que les candidats peuvent postuler à partir du 18 mai, et il invite Louis Habert, docteur de Sorbonne et natif de Blois, à être leur supérieur. L'année suivante il achète de Pierre Camus bailli d'Auxerre, un terrain dans la paroisse de Saint-Loup pour établir le séminaire dans son propre logis indépendant. Il visitera souvent cet endroit, y prenant ses repas à l'occasion, donnant des conseils et y pratiquant l'humilité.
Une autre action notable est celle de faire rétablir pour l'évêque d'Auxerre le droit de siéger aux États de Bourgogne, perdu depuis plus de 100 ans. Il use bien sûr pour cela de son frère ministre Jean-Baptiste.

Après mûre délibération et sa demande d'une inspection par un commissaire délégué par les États de Bourgogne, il sollicite - et obtient - par le biais de son frère une grosse réduction des impôts pour Auxerre et Varzy.
Il travaille à améliorer le niveau spirituel du diocèse en sélectionnant soigneusement les prêtres qu'il installe, et il se prépare à chaque ordination par un jour de retraite dans la crypte de Saint-Germain près du tombeau du saint ou dans le chœur à chanter l'office avec les religieux, jeûnant jusqu'à passé 7 heures du soir.
En 1676 juste après Pâques il fait un voyage à Paris, dont sa santé se remet mal. Il a déjà décidé de visiter toutes les paroisses du diocèse qu'il n'a pas encore pu voir, ce qu'il entreprend dès son retour sans prendre le temps de regagner ses forces. Il s'épuise à ces petits voyages continuels, surtout effectués dans la chaleur de l'été. Colanges-les-Vineuse, La Charité-sur-Loire... et finalement Varzy à la fin de l'été. Il y établit un collège et une communauté de filles pour l'éducation des jeunes. Mais l'insomnie augmente, ses forces diminuent, et ces deux fondations sont les dernières qu'il fera.

### Mort
Il est humble jusqu'à son lit de mort, où il proteste de ce qu'un chanoine de Saint-Étienne le compare à saint Martin. Cela se passe au château épiscopal de Varzy, le jour de sa mort 5 septembre 1676. Il a 48 ans.